# Jacobson v. Massachusetts
Jacobson v. Massachusetts (197 U.S. 11 (1905)) war eine Entscheidung des Obersten Gerichtshofes der Vereinigten Staaten vom 20. Februar 1905 über das Verhältnis persönlicher Freiheit und dem Schutz der Bevölkerungsgesundheit, insbesondere durch Schutzimpfungen. Das Gericht entschied in der von John Marshall Harlan verfassten Entscheidung mit sieben gegen zwei Stimmen, dass die individuelle Freiheit manchmal vor dem Gemeinwohl zurücktreten müsse.

## Sachverhalt

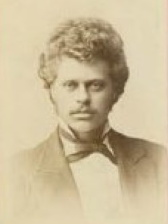
Jacobson, der Beschwerdeführer (1875)

Der Beschwerdeführer Henning Jacobson war in Schweden aufgewachsen, wo eine allgemeine Pflicht zur Pockenimpfung bestand, er beschrieb diese Erfahrung später im Rechtsstreit als traumatisierend. 1902 erließ ein Gesundheitsgremium von Cambridge, Massachusetts, eine Anordnung, dass alle Einwohner sich wegen eines Ausbruchs von Pocken unter Androhung eines Bußgeldes von $ 5 (inflationsbereinigt etwa $162,51) gegen Pocken impfen lassen sollten, sofern sie nicht in den letzten fünf Jahren geimpft worden seien. Gestützt war die Regelung auf ein Gesetz des Bundesstaates Massachusetts. Jacobsen verweigerte die Impfung und wehrte sich erfolglos vor den Gerichten des Bundesstaates bis hin zum Massachusetts Supreme Judicial Court gegen das Bußgeld. Nachdem er auch vor diesem Gericht erfolglos war, legte er Rechtsmittel vor dem obersten Gericht der Vereinigten Staaten ein.

## Entscheidung des Obersten Gerichtshofes
Das Gericht wies die Rechtsmittel ab und entschied, dass die Anordnung innerhalb der Polizeigewalt örtlicher Kommunen und des Bundesstaates zum Schutz von Gesundheit, Wohlfahrt, Sicherheit und Sitten sei. 
Harlan schrieb in dem Urteil:

„[T]he liberty secured by the Constitution of the United States to every person within its jurisdiction does not import an absolute right in each person to be, at all times and in all circumstances, wholly freed from restraint. There are manifold restraints to which every person is necessarily subject for the common good. On any other basis organized society could not exist with safety to its members. Society based on the rule that each one is a law unto himself would soon be confronted with disorder and anarchy.“

(Die durch die Verfassung der Vereinigten Staaten für jede Person innerhalb ihrer Jurisdiktion gesicherte Freiheit führt nicht ein absolutes Recht für jedermann ein, jederzeit und unter allen Umständen vollständig frei von Einschränkungen zu sein. Es gibt zahlreiche notwendige Einschränkungen für jede Person im Interesse des Gemeinwohls. Eine auf anderen Grundsätzen organisierte Gesellschaft kann nicht mit Sicherheit für ihre Mitglieder bestehen. Eine Gesellschaft die sich darauf begründet, dass jederman selbst das Gesetz sei, würde bald Unruhe und Anarchie gegenüber stehen.)
Das Urteil führte weiter aus, dass die angeordnete Impfpflicht sich innerhalb dessen bewege, was der Gesellschaftsvertrag der Verfassung von Massachusetts an gegenseitigen Verpflichtungen der Mitglieder vorsehe.